# Eulachnesia amoena
Eulachnesia amoena là một loài bọ cánh cứng trong họ Cerambycidae.